# Wurbauerkogel
Der Wurbauerkogel ist ein 858 m ü. A. hoher Berg im südöstlichen Oberösterreich. Er ist der Hausberg von Windischgarsten und des Windischgarstner Beckens.

## Lage
Der Wurbauerkogel erhebt sich auf den Gemeindegebieten von Windischgarsten und Rosenau am Hengstpaß im Bezirk Kirchdorf. Nächstgelegener Talort ist Windischgarsten.

## Touristische Erschließung
Der Wurbauerkogel ist beliebtes Wander- und Ausflugsziel. Er ist von Windischgarsten aus in einer knappen Stunde über mehrere Wanderwege zu erreichen. Außerdem führt eine Straße und ein Sessellift auf den Berg. Am Gipfel befindet sich ein Restaurant, eine Jausenstation, ein Aussichtsturm, sowie die Bergstation des Sessellifts. Hier beginnt auch die Strecke der Sommerrodelbahn und des eigens angelegten Bikeparks mit Downhill-Mountainbike-Strecken verschiedener Schwierigkeitsstufen. Auf dem Bogenschießplatz wird 3D-Bogenschießen angeboten. An der Bannholzmauer gibt es zudem einen Klettersteigpark.

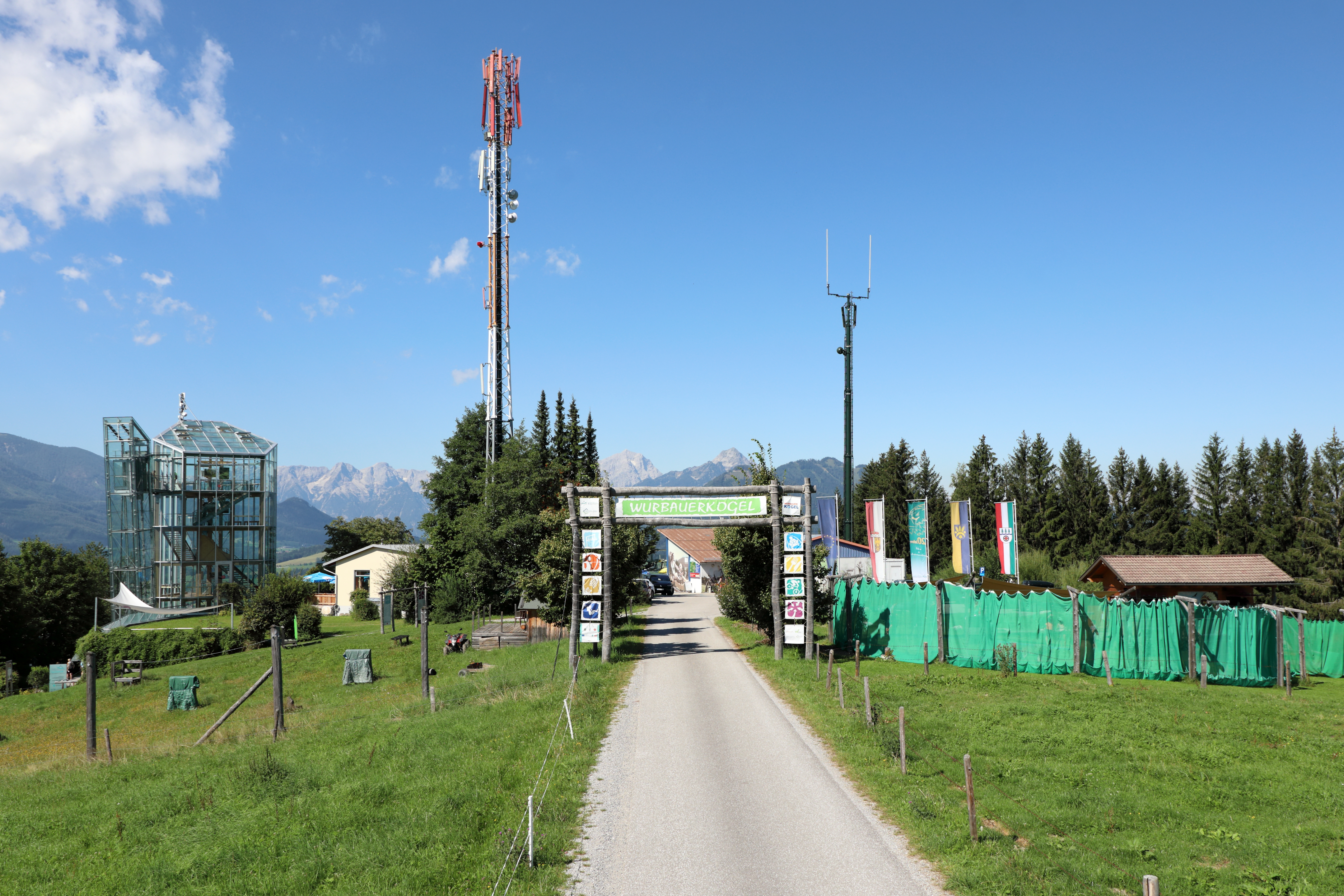
Westliches Gipfelareal mit den Freizeiteinrichtungen
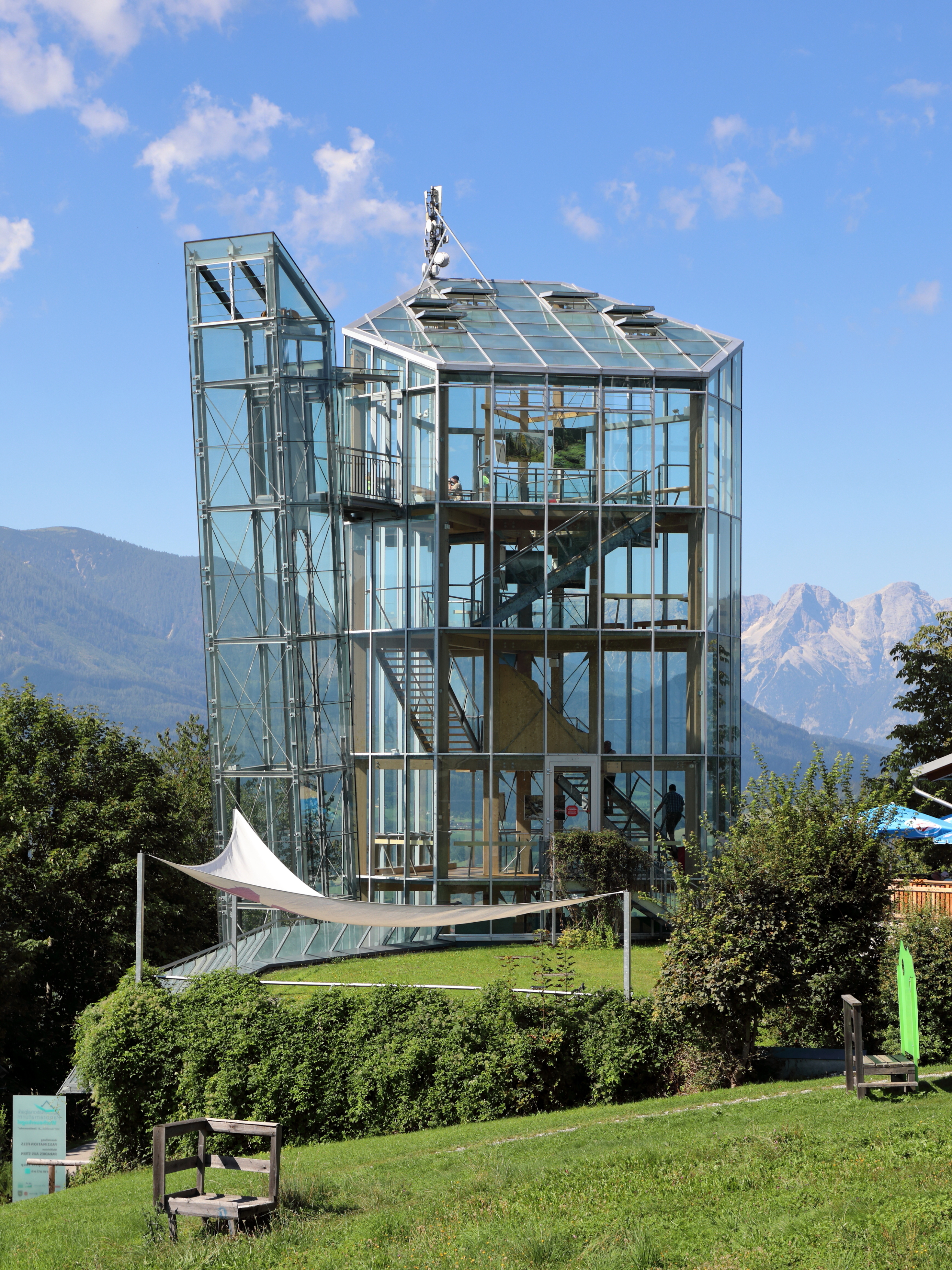
Aussichtsturm
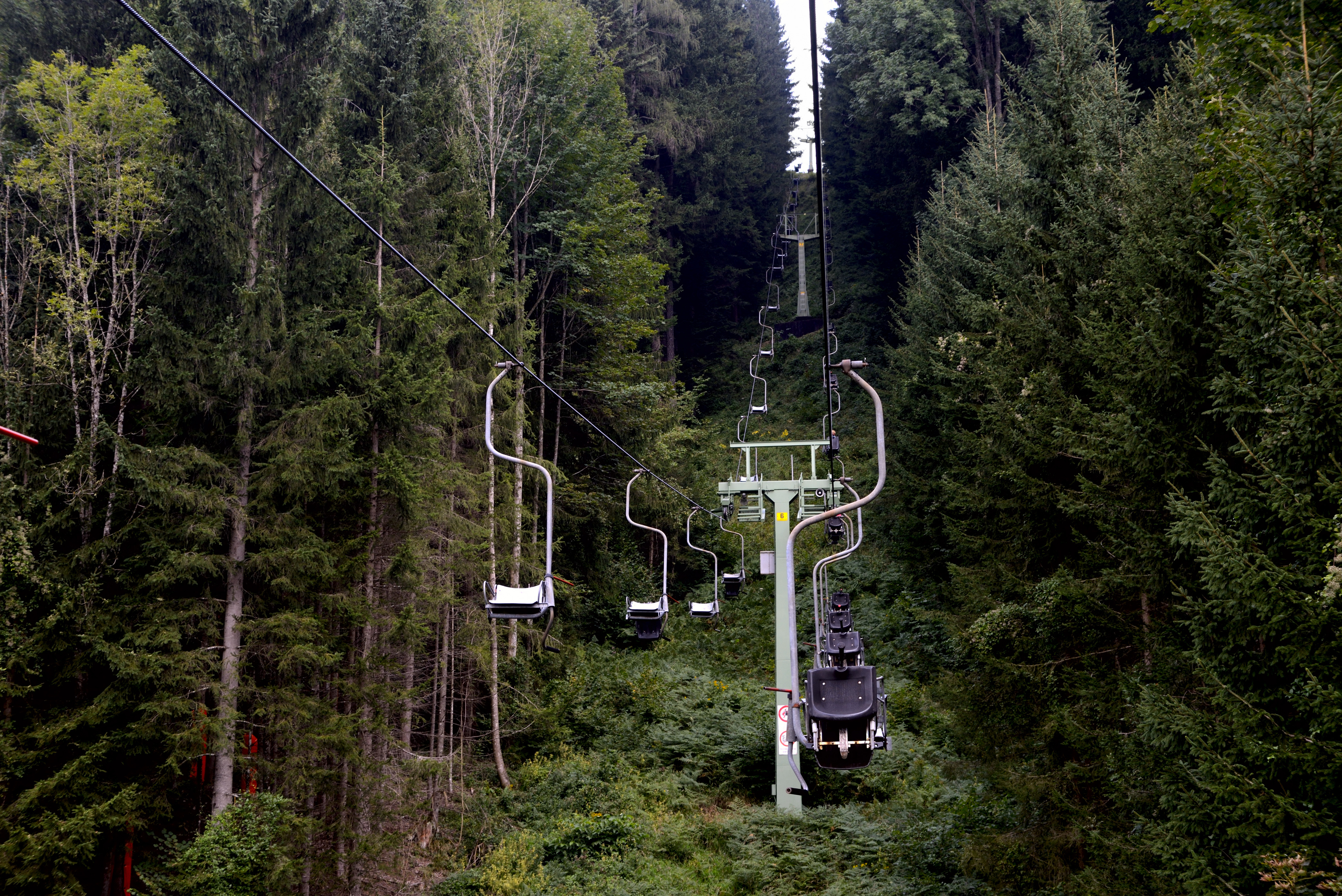
Sessellift auf den Wurbauerkogel

### Sessellift
Der 1957 erbaute, mittlerweile nostalgisch anmutende, Einsitzersessellift führt vom Windischgarstner Ortszentrum auf den Gipfel.

### Sommerrodelbahn
Eine 1.523 Meter lange und über 233 Höhenmeter umfassende Sommerrodelbahn wurde 1980 errichtet. Sie führt von der Sessellift-Bergstation am Gipfel zur Talstation in Windischgarsten. Sie verfügte über Ein- und Zweisitzerrodeln und besaß 16 Kurven und zählte zu den längsten Sommerrodelbahnen Europas.
Im Jahr 2021 sorgte eine Hangrutschung für die Schließung der Sommerrodelbahn, die im Juni 2022 abgetragen wurde.

### Alpine Coaster
Der 2004 errichtete Alpine Coaster mit Zweipersonenschlitten besitzt eine Länge von 760 Metern und eine Höhendifferenz von 63 Metern. Die Strecke hat drei Kreisel, sieben Steilkurven, drei Jumps, sechs Brücken und zehn Wellen, Geschwindigkeiten bis zu 40 km/h werden erreicht.

### Panoramaturm
Der Aussichtsturm Panoramaturm erstreckt sich über sechs Etagen, ist 21 Meter hoch, verglast und verfügt über einen Personenaufzug. Von der Plattform, einer Aussichtsterrasse im Freien, bietet sich ein Panoramablick über das Windischgarstner Becken und 21 Zweitausender-Gipfel. Außerdem beherbergt er die Ausstellung „Faszination Fels“.